# Cymru Premier 2021-22
La Cymru Premier 2021-22 (conocida como JD Cymru Premier por razones de patrocinio) fue la edición número 30 de la Cymru Premier. La temporada comenzó el 13 de agosto de 2021 y terminó el 14 de mayo de 2022.
El Connah's Quay Nomads fue el campeón defensor por segunda vez consecutiva.

## Sistema de competición
Los 12 equipos jugaron entre sí todos contra todos dos veces totalizando 22 fechas al término de las cuales los equipos se dividieron en dos grupos. El Grupo campeonato lo integraron los seis primeros de la fase regular, mientras que el Grupo descenso lo integraron los seis últimos; dentro de cada grupo los equipos jugaron entre sí todos contra todos dos veces totalizando 10 fechas más. Los equipos matuvieron el mismo puntaje conseguido en la Fase Regular dentro de cada grupo, por lo que al final de la temporada cada club jugará 32 fechas.
El primer clasificado del Grupo campeonato se clasificó a la primera ronda de la Liga de Campeones 2022-23. El segundo clasificado del Grupo campeonato se clasificó a la primera ronda de la Liga Europa Conferencia 2022-23, mientras que los equipos clasificados desde el tercer lugar hasta el último del Grupo campeonato más el primer clasificado del Grupo descenso jugarán los Play-offs por un cupo a la Scottish Challenge Cup. Los dos últimos clasificados del Grupo descenso tendrán que descender a la FAW Championship 2021-22.
Un segundo cupo para la Liga Conferencia Europa 2022-23 fue asignado al campeón de la Copa de Gales..

## Equipos participantes
| Club                 | Ciudad        | Estadio               | Capacidad |
| -------------------- | ------------- | --------------------- | --------- |
| Aberystwyth Town     | Aberystwyth   | Park Avenue           | 5.000     |
| Bala Town            | Bala          | Maes Tegid            | 3.000     |
| Barry Town United    | Barry         | Jenner Park           | 3.500     |
| Caernarfon Town      | Caernarfon    | Estadio Oval          | 3.400     |
| Cardiff MU           | Cardiff       | Cyncoed Campus        | 1.620     |
| Cefn Druids          | Wrexham       | The Rock              | 3.000     |
| Connah's Quay Nomads | Connah's Quay | Deeside Stadium       | 1.500     |
| Flint Town United    | Flint         | Cae-y-Castell         | 1.000     |
| Haverfordwest County | Haverfordwest | Bridge Meadow Stadium | 2.100     |
| Newtown              | Newtown       | Latham Park           | 5.000     |
| Pen-y-Bont           | Bridgend      | The KYMCO Stadium     | 3.000     |
| The New Saints       | Oswestry      | Park Hall             | 2.000     |

## Temporada regular

### Clasificación
| Pos. | Equipo                          | Pts. | PJ | G  | E  | P  | GF | GC | Dif. | Clasificación 2021-22    |
| ---- | ------------------------------- | ---- | -- | -- | -- | -- | -- | -- | ---- | ------------------------ |
| 1    | The New Saints                  | 57   | 22 | 18 | 3  | 1  | 61 | 17 | +44  | Ronda por el campeonato  |
| 2    | Pen-y-Bont                      | 36   | 22 | 9  | 9  | 4  | 43 | 25 | +18  | Ronda por el campeonato  |
| 3    | Newtown                         | 35   | 22 | 10 | 5  | 7  | 38 | 26 | +12  | Ronda por el campeonato  |
| 4    | Flint Town United               | 35   | 22 | 10 | 5  | 7  | 41 | 31 | +10  | Ronda por el campeonato  |
| 5    | Bala Town                       | 34   | 22 | 8  | 10 | 4  | 38 | 32 | +6   | Ronda por el campeonato  |
| 6    | Caernarfon Town                 | 31   | 22 | 9  | 4  | 9  | 35 | 37 | −2   | Ronda por el campeonato  |
| 7    | Cardiff Metropolitan University | 27   | 22 | 6  | 9  | 7  | 21 | 28 | −7   | Ronda por la permanencia |
| 8    | Aberystwyth Town                | 25   | 22 | 7  | 4  | 11 | 23 | 30 | −7   | Ronda por la permanencia |
| 9    | Barry Town                      | 23   | 22 | 6  | 5  | 11 | 26 | 36 | −10  | Ronda por la permanencia |
| 10   | Haverfordwest County            | 22   | 22 | 5  | 7  | 10 | 21 | 35 | −14  | Ronda por la permanencia |
| 11   | Connah's Quay Nomads            | 16   | 22 | 9  | 7  | 6  | 26 | 16 | +10  | Ronda por la permanencia |
| 12   | Cefn Druids                     | 2    | 22 | 0  | 2  | 20 | 14 | 74 | −60  | Ronda por la permanencia |

Actualizado a los partidos jugados el 26 de febrero de 2022.
 Fuente: Soccerway
Notas:
1. ↑  El equipo de Connah's Quay Nomads se le descontaron 18 puntos por alinear a un jugador inelegible en seis partidos.

## Ronda por el Campeonato

### Clasificación
| Pos. | Equipo             | Pts. | PJ | G  | E  | P  | GF | GC | Dif. | Clasificación 2022-23                       |
| ---- | ------------------ | ---- | -- | -- | -- | -- | -- | -- | ---- | ------------------------------------------- |
| 1    | The New Saints (C) | 80   | 32 | 25 | 5  | 2  | 86 | 26 | +60  | Primera Ronda de la Liga de Campeones       |
| 2    | Bala Town          | 59   | 32 | 16 | 11 | 5  | 67 | 37 | +30  | Primera ronda de la Liga Europa Conferencia |
| 3    | Newtown            | 51   | 32 | 15 | 6  | 11 | 50 | 35 | +15  | Primera ronda de la Liga Europa Conferencia |
| 4    | Caernarfon Town    | 43   | 32 | 13 | 4  | 15 | 46 | 53 | −7   | Play-offs para la Scottish Challenge Cup    |
| 5    | Flint Town United  | 42   | 32 | 12 | 6  | 14 | 51 | 53 | −2   | Play-offs para la Scottish Challenge Cup    |
| 6    | Pen-y-Bont         | 40   | 32 | 10 | 10 | 12 | 49 | 57 | −8   | Play-offs para la Scottish Challenge Cup    |

 Fuente: Soccerway

## Ronda por la permanencia

### Clasificación
| Pos. | Equipo               | Pts. | PJ | G  | E  | P  | GF | GC  | Dif. | Clasificación 2022-23                    |
| ---- | -------------------- | ---- | -- | -- | -- | -- | -- | --- | ---- | ---------------------------------------- |
| 1    | Cardiff MU           | 42   | 32 | 10 | 12 | 10 | 35 | 38  | −3   | Play-offs para la Scottish Challenge Cup |
| 2    | Aberystwyth Town     | 40   | 32 | 11 | 7  | 14 | 37 | 46  | −9   |                                          |
| 3    | Connah's Quay Nomads | 38   | 32 | 15 | 11 | 6  | 44 | 18  | +26  |                                          |
| 4    | Haverfordwest County | 38   | 32 | 10 | 8  | 14 | 45 | 46  | −1   |                                          |
| 5    | Barry Town (D)       | 31   | 32 | 8  | 7  | 17 | 31 | 46  | −15  | Descenso a FAW Championship 2022-23      |
| 6    | Cefn Druids (D)      | 9    | 32 | 2  | 3  | 27 | 22 | 109 | −87  | Descenso a FAW Championship 2022-23      |

 Fuente: Soccerway
Notas:
1. ↑  El equipo de Connah's Quay Nomads se le descontaron 18 puntos por alinear a un jugador inelegible en seis partidos.

## Play-offs de la Scottish Challenge Cup
Los equipos que terminaron en los puestos tercero a sexto al final de la temporada regular participaron en los play-offs para determinar a su clasificado a la Scottish Challenge Cup.

### Semifinales
| 7 de mayo de 2022 | Flint Town United | 1:1 (1:1, 1:0) (t. s.)(3:1 p.) | Pen-y-Bont      | Cae-y-Castell, Flint  |                       |
| 14:30 (UTC+1)     | Jones 6'          | Reporte                        | Wood 53' (pen.) | Árbitro(s): Huw Jones | Árbitro(s): Huw Jones |

| 7 de mayo de 2022 | Caernarfon Town | 1:0 (1:0) | Cardiff Metropolitan University | The Oval, Caernarfon       |                            |
| 17:15 (UTC+1)     | Hayes 45'       | Reporte   |                                 | Árbitro(s): Nicholas Pratt | Árbitro(s): Nicholas Pratt |

### Final
| 14 de mayo de 2022 | Caernarfon Town          | 2:1 (1:1) | Flint Town United | The Oval, Caernarfon   |                        |
| 14:00 (UTC+1)      | Gosset 99' · Bell 120+1' | Reporte   | Nash 105'         | Árbitro(s): Mark Petch | Árbitro(s): Mark Petch |

## Goleadores
| Rank | Jugador         | Club              | Goles |
| ---- | --------------- | ----------------- | ----- |
| 1    | Declan McManus  | The New Saints    | 24    |
| 2    | Aaron Williams  | Newtown           | 16    |
| 3    | Jordan Williams | The New Saints    | 15    |
| 4    | Michael Wilde   | Flint Town United | 14    |
| 4    | Kayne McLaggon  | Barry Town        | 14    |